# 結婚相談所
結婚相談所（けっこんそうだんじょ）とは、独身者を引き合わせ、結婚相手の仲介をする所。公的機関によるものや、営利を目的とした民間企業によるものがある。

## 概要
従業員1名の個人業者から、会員数数千名をもつ業者、また都道府県や市町村など地方公共団体まで、大小の相談所が全国で数多く存在する。
入会資格は、独身で結婚を前提としたお付き合いを希望する人となっている。国際結婚希望者や、身体障害者で結婚を希望する人といったような、細分化されたサービスを提供する業者もある。
男性の場合は、安定した収入が求められ、年齢制限は緩いものの、定年退職者を除いて、定職についているということが入会条件になっている会社が多い。入会に当たっては、独身証明書類（戸籍抄本など）、卒業証明書、在職証明などの本人確認の書類の提出を必要とする会社がほとんどである。
近年では、相手の紹介方法が2種類存在し、インターネットを利用して相手を探す方法をデータマッチング型、仲人が相手を紹介する方法を仲人型と呼ぶ。

## 結婚相談所のサービスの特徴
結婚情報サービスが独身男女の“出会い”そのものに重きを置いているのに対し、結婚相談所の大きな特徴は、“出会い”だけでなく、会員に“結婚”してもらうことに重きを置いている場合が多い。よって婚約成立した場合、相談所に成婚料を支払う場合がある。しかし　様々なトラブルもあることも事実である。

## 結婚相談所のトラブル
結婚相談所によって禁止しているルールが異なる。「婚前交渉」「宿泊」「同棲」を禁止行為として挙げている相談所が多い。例えば業界最多の加盟相談所をもつネットワークを運営するIBJでは、婚前交渉、宿泊（宿泊を伴う旅行を含む）、同棲の事実が明白になった場合は、成婚意思の有無にかかわらず成婚退会手続きを行うことと定めている。

## 結婚相談所の今後
近年は主夫として家庭で家事や育児に専念する男性が増えており、主夫を希望する男性や結婚相手に主夫になってほしい女性のためのサービスも始めるべきだという意見もある。

## 戦前の結婚相談所
1940年（昭和15年）に厚生省による国立の優生結婚相談所が三越デパートに開設、翌年には東京市結婚相談所が開設されるなど、1940年代に当時の「産めよ殖やせよ」政策のもと、国や市町村による結婚相談所が多数つくられた。